# 布朗山 (南極洲)
68°18′S 86°25′E / 68.300°S 86.417°E
布朗山是南極洲的山峰，位於伊麗莎白公主地，處於韋斯特福爾山脈以東260公里和彭克角西南面160公里，該山峰以美國海軍上尉命名。